# El hijo de Don Juan
El hijo de Don Juan es una obra de teatro en tres actos y en prosa de José de Echegaray, estrenada en 1892 e inspirada en la obra Espectros (Gengangere), de Henrik Ibsen.

## Argumento
El joven Lázaro pierde el juicio como consecuencia de una extraña enfermedad que le ha transmitido su padre Don Juan, un hombre que llevó una vida totalmente disoluta.

## Estreno
- Teatro Español de Madrid, 29 de marzo de 1892.
  - Intérpretes: Ricardo Calvo, Srta, Calderón, Sra. Guillén, Donato Jiménez, Fernando Calvo.
- Teatro Principal. Estreno en Barcelona: 16 de noviembre de 1892.
  - Intérpretes: Ricardo Calvo, Carmen Cobeña.